# 衛継
衛 継（えい けい、? - 264年）は、三国時代の政治家。蜀漢に仕えた。字は子業。益州漢嘉郡厳道県の人。蜀志・楊戯伝の裴松之注・『益部耆旧雑記』に記載がある。

## 概要
5人兄弟であり、父親は県の功曹だった。
衛継が子供の頃、父親に連れられ、兄弟と共に県の役所で遊んだことがあった。県長の張君には子供がいなかったため、度々衛継の父に命じて子供達を連れてこさせて観察し、衛継を養子にもらい受けたいと申し込んだ。父親は快諾し、かくて張氏の養子となった。衛継は頭が鋭く早熟であり、広い学識を持っており、州郡に出仕し、要職を歴任した。それに反して、衛継以外の4兄弟は凡才であったため、父はいつも自分の家は衰え、張家は栄えるだろうといっていた。当時、法律で異なった名字の物を跡継ぎにすることが禁止となったため、再び衛氏に戻った。
その後、衛継は蜀の朝廷に入り、度々昇進して奉車都尉・大尚書にまで昇進した。篤実な信義に厚い人柄であったため、人々に尊敬されたという。
蜀が滅んだあと、鍾会の乱の混乱の際に姜維・張翼らと同様に成都で殺害された。